# آگوستینو ریزو
آگوستینو ریزو (انگلیسی: Agostino Rizzo؛ زادهٔ ۲۴ مارس ۱۹۹۹) بازیکن فوتبال اهل ایتالیا است.